# بريان باتريك بيرن
بريان باتريك بيرن (بالإنجليزية: Bryan Patrick Beirne)‏ هو عالم بقشريات الأجنحة أيرلندي، ولد في 22 يناير 1918، وتوفي في 31 مارس 1998.